# Gary Johnson (Fußballtrainer)
Gary Johnson (* 28. September 1955 in Fulham, London, England) ist ein englischer Fußballtrainer.

## Werdegang

### Cambridge United
1988 wurde Johnson zum Trainer der Reservemannschaft von Cambridge United. 1990 wurde er zum Assistenztrainer unter John Beck, mit welchem er Cambridge zu beachtlichen Erfolgen verhalf und den Aufstieg in die neu geschaffene Fourth Division erreichte. 1992 wurde er zunächst Interimscoach und 1993 zum Chefcoach ernannt. 1995 wurde Johnson entlassen.

### Kettering Town
Nach seiner Entlassung bei Cambridge United wurde er Trainer bei Kettering Town. In der Saison 1996/97 wurde er auch in Kettering entlassen. Danach wurde er Leiter der Jugendakademie des FC Watford.

### Lettische Nationalmannschaft
Im Jahr 1999 wurde er vom lettischen Fußballverband für die Betreuung der lettischen Nationalmannschaft verpflichtet. In den zwei Jahren unter seiner Leitung hatte die lettische Mannschaft die schlechteste Bilanz ihrer Länderspielgeschichte. Nach einem WM-Qualifikationsspiel gegen San Marino im April 2001, in dem Lettland sich vor eigenem Publikum mit einem 1:1 blamierte, endete schließlich das Engagement von Johnson im Baltikum.

### Yeovil Town
Nach seiner Rückkehr nach England wurde er Trainer von Yeovil Town. 2002 gewann er mit Yeovil die FA Trophy. In der folgenden Saison stieg Yeovil in die Football League auf.

### Bristol City
Im Jahr 2005 unterschrieb Johnson ein Vertrag bei Bristol City, nachdem dessen Trainer Brian Tinnion entlassen worden war. In der Rückrunde wendete sich das Blatt und Bristol City konnte nach einem schwachen Saisonstart noch den 9. Platz erreichen. In der Saison 2006/07 spielte Bristol City eine hervorragende Spielzeit und konnte die Saison auf dem 2. Platz beenden, damit stieg der Verein in die Football League Championship auf.
Im September 2007 unterschrieb Johnson und sein Assistent Keith Millen einen weiteren Dreijahresvertrag, der sie bis 2010 an den Klub binden sollte.
In der Saison 2007/08 konnte sich Bristol City unter den Top 6 der Football League Championship platzieren, verlor dann aber im Play-off-Finale gegen Hull City und verpasste so den Aufstieg in die Premier League. 2008 unterschrieb Johnson einen weiteren Fünfjahresvertrag bis 2013. Nach zwei hohen Niederlagen (0:6 gegen Cardiff City und 2:5 gegen Doncaster Rovers) im Frühjahr 2010 wurde Johnson entlassen.

### Peterborough United
Am 6. April 2010 wurde Johnson als neuer Trainer von Peterborough United vorgestellt. Zu diesem Zeitpunkt war der Abstieg in die Football League One bereits festgestanden und das Team schloss die Saison 2009/10 als Tabellenletzter der Football League Championship ab. Seine Tätigkeit als Trainer von Peterborough United endete am 10. Januar 2011.

### Northampton Town
Den nächsten Trainerposten übernahm Johnson bereits am 4. März 2011 beim Viertligisten Northampton Town. Nach dem Klassenerhalt in der Saison 2010/11, sorgte ein Fehlstart in die League Two 2011/12 am 14. November 2011 für seine Entlassung.

### Yeovil Town
Am 9. Januar 2012 kehrte er nach über sechs Jahren zu Yeovil Town zurück und übernahm den Trainerjob von Terry Skiverton, der künftig als sein Co-Trainer tätig sein wird. 2015 wurde er von seinem Posten entlassen.

### Cheltenham Town
Am 30. März 2015 übernahm Johnson den abstiegsgefährdeten Viertligisten Cheltenham Town und konnte den Klub nicht mehr vom Abstiegsplatz führen. Der zum Saisonende auslaufende Vertrag wurde dennoch um weitere zwei Jahre verlängert. Nach der Saison 2015/16 gelang ihm mit dem Team der direkte Wiederaufstieg in die Football League Two. Im März 2017 wurde bekannt, dass Johnson an einer Herzkrankheit leidet. Nach einem schwachen Start in die Saison 2018/19, mit nur einem Punkt aus den ersten vier Spieltagen, wurde er nur Stunden nach einem 1:1-Unentschieden gegen Macclesfield Town am 21. August 2018 entlassen.

## Erfolge
Aufstiege
- 2002/03: Von der National League (1. Platz) Aufstieg in die Football League Third Division mit Yeovil Town
- 2004/05: Von der League Two (1. Platz) Aufstieg in die Football League One mit Yeovil Town
- 2006/07: Von der League One (2. Platz) Aufstieg in die Football League Championship mit Bristol City
- 2015/16: Von der National League (1. Platz) Aufstieg in die Football League Two mit Cheltenham Town

Pokale
- 2001/02: FA Trophy mit Yeovil Town

## Privates
Johnsons Sohn Lee Johnson spielte in England und Schottland Profifußball bei Vereinen wie FC Watford, Bristol City, Derby County und FC Chesterfield.